# Лички Нови
Лички Нови је насељено мјесто у Лици. Припада граду Госпићу, у Личко-сењској жупанији, Република Хрватска.

## Географија
Лички Нови је удаљен око 5 км југозападно од Госпића.

## Становништво
Према попису из 1991. године, насеље Лички Нови је имало 437 становника. Према попису становништва из 2001. године, Лички Нови је имао 343 становника. Према попису становништва из 2011. године, насеље Лички Нови је имало 298 становника.
| Демографија | Демографија | Демографија |
| Година      | Становника  | Становника  |
| ----------- | ----------- | ----------- |
| 1961.       | 739         |             |
| 1971.       | 635         |             |
| 1981.       | 495         |             |
| 1991.       | 437         |             |
| 2001.       | 343         |             |
| 2011.       |             | 298         |

## Попис 1991.
На попису становништва 1991. године, насељено место Лички Нови је имало 437 становника, следећег националног састава:
| Попис 1991.‍ | Попис 1991.‍ | Попис 1991.‍ | Попис 1991.‍ | Попис 1991.‍ |
| ----------- | ----------- | ----------- | ----------- | ----------- |
|             |             |             |             |             |
| Хрвати      | Хрвати      |             | 431         | 98,62%      |
| Југословени | Југословени |             | 3           | 0,68%       |
| Муслимани   | Муслимани   |             | 2           | 0,45%       |
| непознато   | непознато   |             | 1           | 0,22%       |
| укупно: 437 |             |             |             |             |